# Undinella hampsoni
Undinella hampsoni är en kräftdjursart som beskrevs av K.R.E. Grice och Hülsemann 1970. Undinella hampsoni ingår i släktet Undinella och familjen Tharybidae. Inga underarter finns listade i Catalogue of Life.